# Hongarije op de Olympische Zomerspelen 1972
Hongarije nam deel aan de Olympische Zomerspelen 1972 in München, West-Duitsland. Ten opzichte van vier jaar eerder, werden vier gouden medailles minder gewonnen. Het totale aantal medailles steeg echter van 33 naar 35.

## Medailleoverzicht
| Sport            | Olympiër | Discipline                | Medaille |
| ---------------- | --- | ------------------------- | -------- |
| Boksen           | György Gedó | -48kg (m)                 | Goud     |
| Gewichtheffen    | Imre Földi | -56kg (m)                 | Goud     |
| Moderne vijfkamp | András Balczó | individueel (m)           | Goud     |
| Schermen         | Csaba Fenyvesi | degen (m)                 | Goud     |
| Schermen         | Sándor Erdős Csaba Fenyvesi Győző Kulcsár István Osztrics Pál Schmitt | degen team (m)            | Goud     |
| Worstelen        | Csaba Hegedűs | -82kg Grieks-Romeins (m)  | Goud     |
| Boksen           | László Orbán | -60kg (m)                 | Zilver   |
| Boksen           | János Kajdi | -67kg (m)                 | Zilver   |
| Gewichtheffen    | Lajos Szűcs | -52kg (m)                 | Zilver   |
| Kanovaren        | Tamás Wichmann | C-1 1000m (m)             | Zilver   |
| Kanovaren        | József Deme János Rátkai | K-2 1000m (m)             | Zilver   |
| Moderne vijfkamp | András Balczó Zsigmond Villányi Pál Bakó | team (m)                  | Zilver   |
| Schermen         | Jenő Kamuti | floret (m)                | Zilver   |
| Schermen         | Péter Marót | sabel (m)                 | Zilver   |
| Schermen         | Ildikó Bóbis | floret (v)                | Zilver   |
| Schermen         | Ildikó Bóbis Ildikó Rónay Ildikó Schwarczenberger Mária Szolnoki Ildikó Rejtő | floret team (v)           | Zilver   |
| Voetbal          | István Géczi Péter Vépi Miklós Páncsics Péter Juhász Lajos Szűcs Mihály Kozma Antal Dunai Lajos Kű Béla Váradi Ede Dunai László Bálint Lajos Kocsis Kálmán Tóth László Branikovics József Kovács Csaba Vidács Ádám Rothermel | mannen                    | Zilver   |
| Waterpolo        | András Bodnár Tibor Cservenyák István Görgényi Tamás Faragó Zoltán Kásás Ferenc Konrád István Magas Dénes Pócsik László Sárosi Endre Molnár István Szívós                                                                    | mannen                    | Zilver   |
| Zwemmen          | Andrea Gyarmati | 100m rugslag (v)          | Zilver   |
| Boksen           | András Botos | -57kg (m)                 | Brons    |
| Gewichtheffen    | Sándor Holczreiter | -52kg (m)                 | Brons    |
| Gewichtheffen    | János Benedek | -60kg (m)                 | Brons    |
| Gewichtheffen    | György Horváth | -82,5kg (m)               | Brons    |
| Kanovaren        | Géza Csapó | K-1 1000m (m)             | Brons    |
| Kanovaren        | Anna Pfeffer | K-1 500m (v)              | Brons    |
| Schermen         | Csaba Fenyvesi | degen (m)                 | Brons    |
| Schermen         | Gyözõ Kulcsár | degen (m)                 | Brons    |
| Schermen         | Péter Marót Péter Bakonyi Pál Gerevich Tamás Kovács Péter Marót Tibor Pézsa | sabel team (m)            | Brons    |
| Schietsport      | Lajos Papp | 300m geweer 3 houdingen   | Brons    |
| Turnen           | Ilona Békési Mónika Császár Márta Kelemen Anikó Kéry Krisztina Medveczky Zsuzsanna Nagy | meerkamp team (v)         | Brons    |
| Worstelen        | László Klinga | -57kg vrije stijl (m)     | Brons    |
| Worstelen        | Károly Bajkó | -90kg vrije stijl (m)     | Brons    |
| Worstelen        | József Csatári | -100kg vrije stijl (m)    | Brons    |
| Worstelen        | Ferenc Kiss | -100kg Grieks-Romeins (m) | Brons    |
| Zwemmen          | András Hargitay | 400m wisselslag (m)       | Brons    |
| Zwemmen          | Andrea Gyarmati | 100m vlinderslag (v)      |          |

## Deelnemers en resultaten per onderdeel

### Atletiek
| Olympiër                  | Discipline             | Resultaat | Prestatie                                                                                                  |
| ------------------------- | ---------------------- | --------- | --- |
| András Zsinka             | 800m (m)               | 33e       | serie 3: 6de in 1.49,0                                                                                     |
| Loránd Milassin           | 110m horden (m)        | 23e       | serie 5: 5de in 14,21                                                                                      |
| Ferenc Szekeres           | marathon (m)           | 33e       | 2:25.17 |
| Gyula Tóth                | marathon (m)           | 27e       | 2:22.59 |
| János Dalmati             | 50km snelwandelen (m)  | 22e       | 4:32.23,2                                                                                                  |
| Antal Kiss                | 50km snelwandelen (m)  | 26e       | 4:34.45,0                                                                                                  |
| Gábor Katona              | verspringen (m)        | 17e       | kwalificatie groep A: 11de met 7,68m                                                                       |
| Gábor Katona              | hink-stap-springen (m) | 13e       | kwalificatie groep B: 5de met 16,19m                                                                       |
| István Major              | hoogspringen (m)       | 6e        | kwalificatie groep A: 3de met 2,15m finale: 6de met 2,15m                                                  |
| Ádám Szepesi              | hoogspringen (m)       | 5e        | kwalificatie groep A: 3de met 2,15m finale: 5de met 2,18m                                                  |
| József Tihanyi            | hoogspringen (m)       | 27e       | kwalificatie groep A: 21ste met 2,09m                                                                      |
| Vilmos Varjú              | kogelstoten (m)        | 8e        | kwalificatie groep B: 4de met 19,94m finale: 8ste met 20,10m                                               |
| Géza Fejér                | discuswerpen (m)       | 5e        | kwalificatie groep B: 3de met 61,58m finale: 5de met 62,62m                                                |
| János Murányi             | discuswerpen (m)       | 12e       | kwalificatie groep B: 4de met 60,34m finale: 12de met 57,92m                                               |
| Ferenc Tégla              | discuswerpen (m)       | 7e        | kwalificatie groep A: 4de met 60,60m finale: 7de met 60,60m                                                |
| József Csík               | speerwerpen (m)        | 12e       | kwalificatie groep B: 5de met 79,08m finale: 12de met 76,14m                                               |
| Gergely Kulcsár           | speerwerpen (m)        | 14e       | kwalificatie groep A: 8ste met 77,24m                                                                      |
| Miklós Németh             | speerwerpen (m)        | 7e        | kwalificatie groep B: 2de met 81,78m finale: 7de met 81,98m                                                |
| Sándor Eckschmiedt        | kogelslingeren (m)     | 6e        | kwalificatie groep B: 10de met 77,44m finale: 6de met 71,20m                                               |
| István Encsi              | kogelslingeren (m)     | 11e       | kwalificatie groep A: 6de met 67,38m finale: 11de met 70,06m                                               |
| Gyula Zsivótzky           | kogelslingeren (m)     | 5e        | kwalificatie groep B: 2de met 71,20m finale: 5de met 71,38m                                                |
| Vilmos Varjú              | tienkamp (m)           | 20e       | 7071 punten                                                                                                |
|                           |                        |           | |
| Györgyi Balogh            | 400m (v)               | 8e        | serie 4: 2de in 52,75 kwartfinale 3: 1ste in 51,71 (OR) halve finale 1: 3de in 51,90 finale: 8ste in 52,39 |
| Irén Orosz                | 400m (v)               | 40e       | serie 5: 6de in 54,83                                                                                      |
| Magdolna Kulcsár          | 800m (v)               | DNF       | serie 4: 3de in 2.02,35 halve finale 1: niet gestart                                                       |
| Magdolna Kulcsár          | 1500m (v)              | DNF       | serie 3: niet gefinisht                                                                                    |
| Sára Szenteleki-Ligetkuti | 1500m (v)              | 24e       | serie 2: 7de in 4.16,08                                                                                    |
| Ilona Bruzsenyá           | verspringen (v)        | 10e       | kwalificatie groep B: 7de met 6,37m finale: 10de met 6,39m                                                 |
| Magdolna Komka            | hoogspringen (v)       | 23e       | kwalificatie groep A: 19de met 1,76m finale: 23ste met 1,71m                                               |
| Margit Papp               | hoogspringen (v)       | DNS       | kwalificatie groep A: niet gestart                                                                         |
| Erika Rudolf              | hoogspringen (v)       | 16e       | kwalificatie groep A: 14de met 1,76m finale: 16de met 1,79m                                                |
| Judit Bognár              | kogelstoten (v)        | 11e       | kwalificatie: 13de met 16,52m finale: 11de met 18,23m                                                      |
| Mária Kucserka            | speerwerpen (v)        | 10e       | kwalificatie: 5de met 56,72m finale: 10de met 54,40m                                                       |
| Angéla Németh             | speerwerpen (v)        | 13e       | kwalificatie: 13de met 53,48m                                                                              |
| Magda Paulányi            | speerwerpen (v)        | 11e       | kwalificatie: 12de met 53,62m finale: 11de met 52,36m                                                      |
| Ilona Bruzsenyák          | vijfkamp (v)           | 8e        | 4419 punten                                                                                                |
| Margit Papp               | vijfkamp (v)           | 23e       | 4074 punten                                                                                                |

### Boksen
| Olympiër     | Discipline | Resultaat | Prestatie |
| ------------ | ---------- | --------- | --- |
| György Gedó  | -48kg (m)  | Goud      | 1ste ronde: W van THA Surapong: knock-out 2de ronde: W van AUS Talbot: 5-0 kwartfinale: W van URS Ivanov: 3-2 halve finale: W van GBR Evans: 5-0 finale: W van PRK Kim: 5-0                                     |
| Sandor Orbán | -51kg (m)  | 31e       | 1ste ronde: V van THA Chawalit: walk-over |
| András Botos | -57kg (m)  | Brons     | 1ste ronde: W van THA Preecha: 5-0 2de ronde: W van NGR Andrews: 5-0 3de ronde: W van USA Self: 3-2 kwartfinale: W van JPN Kobayashi: 4-1 halve finale: V van URS Kuznetsov: 0-5                                |
| László Orbán | -60kg (m)  | Zilver    | 1ste ronde: W van MAR Sourour: 5-0 2de ronde: W van ITA Capretti: 4-1 3de ronde: W van BUL Mikhailov: 4-1 kwartfinale: W van KOR Kim: 4-1 halve finale: W van COL Pérez: 3-2 finale: V van POL Szczepanski: 0-5 |
| János Kajdi  | -67kg (m)  | Zilver    | 1ste ronde: vrij 2de ronde: W van NED Vrij: 4-1 3de ronde: W van MGL Bandi: knock-out kwartfinale: W van GBR Hope: 5-0 halve finale: W van KEN Muranga: 4-1 finale: V van CUB Correa: 0-5                       |
| Imre Tóth    | -81kg (m)  | 9e        | 1ste ronde: W van UGA Ouma: 3-2 2de ronde: V van YUG Parlov: knock-out |
| Jozsef Reder | +81kg (m)  | 9e        | 1ste ronde: V van ROU Alexe: 0-5 |

### Boogschieten
| Olympiër             | Discipline      | Resultaat | Prestatie                                                                              |
| -------------------- | --------------- | --------- | -------------------------------------------------------------------------------------- |
| Bela Nagy            | individueel (m) | 34e       | 1ste ronde: 39ste met 1135 punten 2de ronde: 31ste met 1167 punten totaal: 2302 punten |
|                      |                 |           |                                                                                        |
| Hamvas Agnes Hajdene | individueel (v) | 22e       | 1ste ronde: 19de met 1151 punten 2de ronde: 27ste met 1114 punten totaal: 2265 punten  |

### Gewichtheffen
| Olympiër           | Discipline  | Resultaat | Prestatie                                                                                             |
| ------------------ | ----------- | --------- | --- |
| Sándor Holczreiter | -52kg (m)   | Brons     | drukken: 1ste met 112,5kg (OR) trekken: 7de met 92,5kg stoten: 5de met 122,5kg totaal: 327,5kg        |
| Lajos Szűcs        | -52kg (m)   | Zilver    | drukken: 3de met 107,5kg trekken: 4de met 95kg stoten: 2de met 127,5kg totaal: 330kg                  |
| Imre Földi         | -56kg (m)   | Goud      | drukken: 1ste met 127,5kg (OR) trekken: 2de met 107,5kg stoten: 1ste met 142,5kg totaal: 377,5kg (WR) |
| János Benedek      | -60kg (m)   | Brons     | drukken: 4de met 125kg trekken: 1ste met 120kg stoten: 3de met 145kg totaal: 390kg                    |
| Jenõ Ambrózi       | -67,5kg (m) | 6e        | drukken: 5de met 142,5kg trekken: 9de met 120kg stoten: 4de met 165kg totaal: 427,5kg                 |
| András Stark       | -75kg (m)   | 7e        | drukken: 7de met 152,5kg trekken: 7de met 137,5kg stoten: 6de met 170kg totaal: 460kg                 |
| Gábor Szarvas      | -75kg (m)   | 6e        | drukken: 8ste met 150kg trekken: 8ste met 135kg stoten: 2de met 175kg totaal: 460kg                   |
| György Horváth     | -82,5kg (m) | Brons     | drukken: 6de met 160kg trekken: 7de met 142,5kg stoten: 1ste met 192,5kg (OR) totaal: 495kg           |
| János Hanzlik      | -110kg (m)  | 6e        | drukken: 4de met 190kg trekken: 7de met 157,5kg stoten: 9de met 195kg totaal: 542,5kg                 |

### Handbal
| Olympiër | Discipline | Resultaat | Prestatie |
| --- | ---------- | --------- | --- |
| János Adorján Bála Bartalos János Csík László Harka József Horváth Gyula Hurth Sandor Kaló István Marosi Lajos Simó János Stiller István Szabó László Szabó Sandor Takács István Varga Károly Vass Sandor Vass | mannen     | 8e        | groep A: 2de W van Verenigde Staten: 28-15 W van Japan: 20-12 V van Joegoslavië: 16-18 groep 2: 4de V van Roemenië: 14-20 V van Bondsrepubliek Duitsland: 14-17 7-8ste plek: V van Zweden: 18-19 |

| Groep A |                  |             |             |             |             |            |            |            |        |
| #       | Land             | Wedstrijden | Wedstrijden | Wedstrijden | Wedstrijden | Doelpunten | Doelpunten | Doelpunten | Punten |
| #       | Land             | G           | W           | G           | V           | V          | T          | Saldo      | Punten |
| 1       | Joegoslavië      | 3           | 3           | 0           | 0           | 63         | 45         | +18        | 6      |
| 2       | Hongarije        | 3           | 2           | 0           | 1           | 64         | 45         | +19        | 4      |
| 3       | Japan            | 3           | 1           | 0           | 2           | 46         | 56         | -10        | 2      |
| 4       | Verenigde Staten | 3           | 0           | 0           | 3           | 46         | 73         | -27        | 0      |

| Ronde       | Datum   | Plaats      | Land  | Score            | Land |
| ----------- | ------- | ----------- | ----- | ---------------- | ---- |
| Groepsfase  |         |             |       |                  |      |
| 30 augustus | München | Hongarije   | 28-15 | Verenigde Staten |      |
| 1 september | München | Hongarije   | 20-12 | Japan            |      |
| 3 september | München | Joegoslavië | 18-16 | Hongarije        |      |

| Groep II |                          |             |             |             |             |            |            |            |        |
| #        | Land                     | Wedstrijden | Wedstrijden | Wedstrijden | Wedstrijden | Doelpunten | Doelpunten | Doelpunten | Punten |
| #        | Land                     | G           | W           | G           | V           | V          | T          | Saldo      | Punten |
| 1        | Joegoslavië              | 3           | 3           | 0           | 0           | 56         | 44         | +12        | 6      |
| 2        | Roemenië                 | 3           | 2           | 0           | 1           | 46         | 39         | +7         | 4      |
| 3        | Bondsrepubliek Duitsland | 3           | 1           | 0           | 2           | 43         | 51         | -8         | 2      |
| 4        | Hongarije                | 3           | 0           | 0           | 3           | 44         | 55         | -11        | 0      |

| Ronde        | Datum   | Plaats                   | Land  | Score     | Land |
| ------------ | ------- | ------------------------ | ----- | --------- | ---- |
| Groepsfase   |         |                          |       |           |      |
| 6 september  | München | Roemenië                 | 20-14 | Hongarije |      |
| 8 september  | München | Bondsrepubliek Duitsland | 17-14 | Hongarije |      |
| 7-8ste plek  |         |                          |       |           |      |
| 10 september | München | Zweden                   | 19-18 | Hongarije |      |

### Judo
| Olympiër          | Discipline      | Resultaat | Prestatie |
| ----------------- | --------------- | --------- | --- |
| Ferenc Szabó      | -63kg (m)       | 7e        | 1ste ronde: W van IRL Clarke 2de ronde: W van URS Suslin 3de ronde: V van FRA Mounier herkansingen: V van PRK Kim                                          |
| Antal Hetényi     | -70kg (m)       | 5e        | 1ste ronde: W van GBR Sullivan 2de ronde: W van AUS Churchill 3de ronde: V van JPN Nomura herkansingen: W van CHN Wang herkansingen 2: V van POL Zajkowski |
| László Ipacs      | -80kg (m)       | 13e       | 1ste ronde: vrij 2de ronde: W van ARG Gallina 3de ronde: V van JPN Sekine                                                                                  |
| Imre Varga        | -93kg (m)       | 19e       | 1ste ronde: V van CAN Farnsworth |
| Mihály Petrovszky | +93kg (m)       | 16e       | 1ste ronde: V van FRA Brondani |
| Mihály Petrovszky | open klasse (m) | 16e       | 1ste ronde: W van MEX Exiga 2de ronde: V van FRG Glahn |

### Kanovaren
| Olympiër                                               | Discipline    | Resultaat | Prestatie                                                                                                   |
| ------------------------------------------------------ | ------------- | --------- | --- |
| Tamás Wichmann                                         | C-1 1000m (m) | Zilver    | serie 1: 1ste in 4.29,01 finale: 2de in 4.12,42                                                             |
| Miklós Darvas Péter Povázsay                           | C-2 1000m (m) | 5e        | serie 2: 5de in 4.14,69 herkansingen: 1ste in 3.54,79 halve finale 3: 3de in 3.59,73 finale: 5de in 4.00,42 |
| Géza Csapó                                             | K-1 1000m (m) | Brons     | serie 2: 2de in 3.59,88 halve finale 1: 1ste in 3.54,96 finale: 3de in 3.49,38                              |
| József Deme János Rátkai                               | K-2 1000m (m) | Zilver    | serie 1: 1ste in 3.41,63 halve finale 1: 1ste in 3.30,71 finale: 2de in 3.32,00                             |
| István Szabó Peter Várhelyi Zoltán Bakó Csongor Vargha | K-4 1000m (m) | 6e        | serie 1: 6de in 3.29,65 herkansingen: 1ste in 3.14,35 halve finale 1: 3de in 3.11,24 finale: 6de in 3.16,88 |
|                                                        |               |           | |
| Anna Pfeffer                                           | K-1 500m (v)  | Brons     | serie 2: 2de in 2.13,51 halve finale 3: 1ste in 2.07,15 finale: 3de in 2.05,50                              |
| Anna Pfeffer Katalin Hollósy                           | K-2 500m (v)  | 4e        | serie 1: 3de in 2.01,87 finale: 4de in 1.55,12                                                              |

### Moderne vijfkamp
| Olympiër                                 | Discipline      | Resultaat | Prestatie    |
| ---------------------------------------- | --------------- | --------- | ------------ |
| Pál Bakó                                 | individueel (m) | 15e       | 4879 punten  |
| András Balczó                            | individueel (m) | Goud      | 5412 punten  |
| Zsigmond Villányi                        | individueel (m) | 12e       | 5047 punten  |
| Pál Bakó András Balczó Zsigmond Villányi | team (m)        | Zilver    | 15348 punten |

### Paardensport
| Olympiër                                                  | Discipline  | Resultaat | Prestatie          |
| Eventing                                                  | Eventing    | Eventing  | Eventing           |
| --------------------------------------------------------- | ----------- | --------- | ------------------ |
| Jozsef Horvath                                            | individueel | DNF       | niet gefinisht     |
| Janos Krizsan                                             | individueel | DNF       | niet gefinisht     |
| Istvan Szabacsy                                           | individueel | 38e       | 153,13 strafpunten |
| Jozsef Varra                                              | individueel | DNF       | niet gefinisht     |
| Jozsef Horvath Janos Krizsan Istvan Szabacsy Jozsef Varra | team        | DNF       | niet gefinisht     |
| Springconcours                                            |             |           |                    |
| Ajtony Ákos                                               | individueel | 49e       | 29 strafpunten     |
| László Móra                                               | individueel | DNF       | niet gefinisht     |
| Pál Széplaki                                              | individueel | 47e       | 28,00 strafpunten  |
| Ajtony Ákos Sándor Bognár László Móra Pál Széplaki        | team        | 17e       | 186,50 strafpunten |

### Roeien
| Olympiër | Discipline      | Resultaat | Prestatie                                                                        |
| --- | --------------- | --------- | -------------------------------------------------------------------------------- |
| László Balogh György Sarlós | twee-zonder (m) | 18e       | serie 1: 4de in 7.49,70 herkansingen: 3de in 7.59,40                             |
| Csaba Czakó András Kormos József Csermely Antal Melis                                                                           | vier-zonder (m) | 17e       | serie 2: 4de in 7.02,98 herkansingen: 3de in 7.16,06                             |
| Zoltán Melis András Pályi Antal Gelley Béla Zsitnik Jr. László Romvári Péter Kokas Imre Dávid Ágoston Bányai Róbert Örlschléger | acht (m)        | 7e        | serie 2: 2de in 6.17,51 halve finale 1: 4de in 6.32,25 finale B: 1ste in 6.22,13 |

### Schermen
| Olympiër | Discipline      | Resultaat | Prestatie |
| --- | --------------- | --------- | --- |
| Csaba Fenyvesi | degen (m)       | Goud      | 1ste ronde groep 12: 2de met 3 overwinningen 2de ronde groep 2: 2de met 3 overwinningen kwartfinale 2: 1ste met 4 overwinningen halve finale 2: 3de met 3 overwinningen finale: 1ste met 4 overwinningen  |
| Győző Kulcsár | degen (m)       | Brons     | 1ste ronde groep 10: 1ste met 4 overwinningen 2de ronde groep 6: 1ste met 4 overwinningen kwartfinale 3: 3de met 3 overwinningen halve finale 1: 1ste met 4 overwinningen finale: 3de met 3 overwinningen |
| Pál Schmitt | degen (m)       | 21e       | 1ste ronde groep 11: 1ste met 4 overwinningen 2de ronde groep 4: 1ste met 4 overwinningen kwartfinale 1: 6de met 1 overwinning                                                                            |
| Csaba Fenyvesi Győző Kulcsár Pál Schmitt Sándor Erdős István Osztrics                                                        | degen team (m)  | Goud      | 1ste ronde groep 3: 1ste met 2 overwinningen kwartfinale: W van Polen halve finale: W van Sovjet-Unie finale: W van Zwitserland                                                                           |
| Jenő Kamuti | floret (m)      | Zilver    | 1ste ronde groep 1: 2de met 4 overwinningen 2de ronde groep 1: 1ste met 4 overwinningen kwartfinale 2: 2de met 4 overwinningen halve finale 2: 3de met 3 overwinningen finale: 2de met 4 overwinningen    |
| László Kamuti | floret (m)      | 27e       | 1ste ronde groep 3: 2de met 4 overwinningen 2de ronde groep 3: 5de met 1 overwinning |
| Sándor Szabó | floret (m)      | 11e       | 1ste ronde groep 6: 2de met 4 overwinningen 2de ronde groep 5: 1ste met 5 overwinningen kwartfinale 3: 3de met 3 overwinningen halve finale 1: 6de met 1 overwinning                                      |
| Sándor Szabó Csaba Fenyvesi László Kamuti István Marton Jenő Kamuti                                                          | floret team (m) | 4e        | 1ste ronde groep 4: 1ste met 3 overwinningen kwartfinale: W van Cuba halve finale: V van Polen bronzen finale: V van Frankrijk                                                                            |
| Tamás Kovács | sabel (m)       | 6e        | 1ste ronde groep 5: 1ste met 5 overwinningen 2de ronde groep 1: 1ste met 4 overwinningen kwartfinale 2: 1ste met 5 overwinningen halve finale 2: 2de met 3 overwinningen finale: 6de met 1 overwinning    |
| Péter Marót | sabel (m)       | Zilver    | 1ste ronde groep 9: 1ste met 4 overwinningen 2de ronde groep 6: 1ste met 3 overwinningen kwartfinale 3: 2de met 4 overwinningen halve finale 1: 2de met 3 overwinningen finale: 2de met 3 overwinningen   |
| Tibor Pézsa | sabel (m)       | 20e       | 1ste ronde groep 7: 1ste met 5 overwinningen 2de ronde groep 4: 1ste met 5 overwinningen kwartfinale 4: 5de met 1 overwinning                                                                             |
| ibor Pézsa Péter Marót Péter Bakonyi Tamás Kovács Pál Gerevich                                                               | sabel team (m)  | Brons     | 1ste ronde groep 1: 1ste met 2 overwinningen kwartfinale: W van Cuba halve finale: V van Sovjet-Unie bronzen finale: W van Roemenië                                                                       |
| |                 |           | |
| Ildikó Farkasinszky-Bóbis | floret (v)      | Zilver    | 1ste ronde groep 3: 1ste met 3 overwinningen kwartfinale 3: 1ste met 3 overwinningen halve finale 2: 1ste met 4 overwinningen finale: 2de met 3 overwinningen                                             |
| Ildikó Ságiné Ujlakyné Rejtő                                                                                                 | floret (v)      | 22e       | 1ste ronde groep 2: 3de met 2 overwinningen kwartfinale 2: 6de met 1 overwinning |
| Mária Szolnoki | floret (v)      | 21e       | 1ste ronde groep 4: 3de met 3 overwinningen kwartfinale 1: 6de met 2 overwinningen |
| Ildikó Ságiné Ujlakyné Rejtő Ildikó Farkasinszky-Bóbis Ildikó Schwarczenberger-Tordasi Mária Szolnoki Ildikó Rónay-Matuscsák | floret team (v) | Zilver    | 1ste ronde groep 3: 2de met 2 overwinningen kwartfinale: W van Frankrijk halve finale: W van Italië finale: V van Sovjet-Unie                                                                             |

### Schietsport
| Olympiër         | Discipline              | Resultaat | Prestatie                          |
| ---------------- | ----------------------- | --------- | ---------------------------------- |
| László Hammerl   | 50m geweer 3 houdingen  | 17e       | 1141 punten: (395-367-379)         |
| Sándor Nagy      | 50m geweer 3 houdingen  | 23e       | 1138 punten: (396-360-382)         |
| László Hammerl   | 50m geweer liggend      | 8e        | 597 punten: (100-99-100-100-99-99) |
| Sándor Nagy      | 50m geweer liggend      | 48e       | 590 punten: (98-99-98-98-97-100)   |
| Béla Nagy        | 300m geweer 3 houdingen | 11e       | 1140 punten: (394-358-388)         |
| Lajos Papp       | 300m geweer 3 houdingen | Brons     | 1149 punten: (394-364-391)         |
| Pál Katkó        | 50m pistool             | 20e       | 548 punten: (89-94-90-97-89-89)    |
| Kornél Marosvári | 50m pistool             | 7e        | 555 punten: (90-90-93-92-94-96)    |
| Szilárd Kun      | 25m snelvuurpistool     | 23e       | 583 punten: (198-195-190)          |
| István Jenei     | 50m bewegend doel       | 22e       | 531 punten: (276-255)              |
| Gyula Szabó      | 50m bewegend doel       | 13e       | 545 punten: (276-269)              |

### Turnen
| Olympiër                                                                                | Discipline               | Resultaat | Prestatie                                                              |
| --------------------------------------------------------------------------------------- | ------------------------ | --------- | ---------------------------------------------------------------------- |
| István Bérczi                                                                           | individuele meerkamp (m) | 64e       | kwalificatie: 64ste met 104,95 punten                                  |
| Béla Herczeg                                                                            | individuele meerkamp (m) | 57e       | kwalificatie: 57ste met 105,60 punten                                  |
| István Kiss                                                                             | individuele meerkamp (m) | 46e       | kwalificatie: 46ste met 106,65 punten                                  |
| Antal Kisteleki                                                                         | individuele meerkamp (m) | 62e       | kwalificatie: 62ste met 105,30 punten                                  |
| Zoltán Magyar                                                                           | individuele meerkamp (m) | 29e       | kwalificatie: 31ste met 108,70 punten finale: 29ste met 109,200 punten |
| Imre Molnár                                                                             | individuele meerkamp (m) | 19e       | kwalificatie: 20ste met 110,55 punten finale: 19de met 110,625 punten  |
| István Bérczi Béla Herczeg István Kiss Antal Kisteleki Zoltán Magyar Imre Molnár        | meerkamp team (m)        | 8e        | 538,60 punten                                                          |
|                                                                                         |                          |           |                                                                        |
| Ilona Bekesi                                                                            | brug (v)                 | 5e        | kwalificatie: 5de met 19,150 punten finale: 5de met 19,275 punten      |
| Monika Csaszar                                                                          | balk (v)                 | 5e        | kwalificatie: 5de met 18,650 punten finale: 4de met 18,925 punten      |
| Ilona Bekesi                                                                            | individuele meerkamp (v) | 9e        | kwalificatie: 9de met 74,40 punten finale: 9de met 74,95 punten        |
| Monika Csaszar                                                                          | individuele meerkamp (v) | 14e       | kwalificatie: 12de met 73,85 punten finale: 14de met 74,425 punten     |
| Marta Kelemen                                                                           | individuele meerkamp (v) | 34e       | kwalificatie: 20ste met 73,00 punten finale: 34ste met 72,15 punten    |
| Aniko Kery                                                                              | individuele meerkamp (v) | 17e       | kwalificatie: 16de met 73,40 punten finale: 17de met 74,000 punten     |
| Krisztina Medveczky                                                                     | individuele meerkamp (v) | 13e       | kwalificatie: 15de met 73,60 punten finale: 13de met 74,45 punten      |
| Zsuzsa Nagy                                                                             | individuele meerkamp (v) | 41e       | kwalificatie: 41ste met 71,45 punten                                   |
| Ilona Békési Mónika Császár Márta Kelemen Anikó Kéry Krisztina Medveczky Zsuzsanna Nagy | meerkamp team (v)        | Brons     | 368,25 punten                                                          |

### Voetbal
| Olympiër | Discipline | Resultaat | Prestatie |
| --- | ---------- | --------- | --- |
| István Géczi Péter Vépi Miklós Páncsics Péter Juhász Lajos Szűcs Mihály Kozma Antal Dunai Lajos Kű Béla Váradi Ede Dunai László Bálint Lajos Kocsis Kálmán Tóth László Branikovics József Kovács Csaba Vidács Ádám Rothermel | mannen     | Zilver    | groep C: 1ste W van Iran: 5-0 G van Brazilië: 2-2 W van Denemarken: 2-0 groep 1: 1ste W van DDR: 2-0 W van Bondsrepubliek Duitsland: 4-1 W van Mexico: 2-0 finale: V van Polen: 1-2 |

| Groep C |            |             |             |             |             |            |            |            |        |
| #       | Land       | Wedstrijden | Wedstrijden | Wedstrijden | Wedstrijden | Doelpunten | Doelpunten | Doelpunten | Punten |
| #       | Land       | G           | W           | G           | V           | V          | T          | Saldo      | Punten |
| 1       | Hongarije  | 3           | 2           | 1           | 0           | 9          | 2          | +7         | 5      |
| 2       | Denemarken | 3           | 2           | 0           | 1           | 7          | 4          | +3         | 4      |
| 3       | Iran       | 3           | 1           | 0           | 2           | 1          | 9          | -8         | 2      |
| 4       | Brazilië   | 3           | 0           | 1           | 2           | 4          | 6          | -2         | 1      |

| Ronde       | Datum     | Plaats     | Land | Score     | Land |
| ----------- | --------- | ---------- | ---- | --------- | ---- |
| Groepsfase  |           |            |      |           |      |
| 27 augustus | Nuremberg | Hongarije  | 5-0  | Iran      |      |
| 29 augustus | München   | Hongarije  | 2-2  | Brazilië  |      |
| 31 augustus | Augsburg  | Denemarken | 0-2  | Hongarije |      |

| Groep 1 |                          |             |             |             |             |            |            |            |        |
| #       | Land                     | Wedstrijden | Wedstrijden | Wedstrijden | Wedstrijden | Doelpunten | Doelpunten | Doelpunten | Punten |
| #       | Land                     | G           | W           | G           | V           | V          | T          | Saldo      | Punten |
| 1       | Hongarije                | 3           | 3           | 0           | 0           | 8          | 1          | +7         | 6      |
| 2       | DDR                      | 3           | 2           | 0           | 1           | 10         | 4          | +6         | 4      |
| 3       | Bondsrepubliek Duitsland | 3           | 0           | 1           | 2           | 4          | 8          | -4         | 1      |
| 4       | Mexico                   | 3           | 0           | 1           | 2           | 1          | 10         | -9         | 1      |

| Ronde       | Datum      | Plaats    | Land | Score                    | Land |
| ----------- | ---------- | --------- | ---- | ------------------------ | ---- |
| Groepsfase  |            |           |      |                          |      |
| 3 september | Passau     | Hongarije | 2-0  | DDR                      |      |
| 6 september | Nuremberg  | Hongarije | 4-1  | Bondsrepubliek Duitsland |      |
| 8 september | Regensburg | Hongarije | 2-0  | Mexico                   |      |

### Volleybal
| Olympiër | Discipline | Resultaat | Prestatie |
| --- | ---------- | --------- | --- |
| Agnes Torma Emerencia Siry-Kiraly Emake Anekes-Szegedi Ava Sebak-Szalay Judit Schlagl-Blaumann Judit Kiss-Gerhardt Judit Fekete Katalin Eichler-Schadek Lucia Banhegyi-Rada Ilona Maklary-Buzek Maria Gal Zsuzsa Bokros-Torok | zaal (v)   | 5e        | groep A: 3de W van Bondsrepubliek Duitsland: 3-0 (15-8, 15-11, 15-9) V van Zuid-Korea: 0-3 (7-15, 13-15, 11-15) V van Sovjet-Unie: 1-3 (12-15, 2-15, 15-13, 9-15) 5-8ste plek: W van Tsjecho-Slowakije: 3-2 (15-9, 13-15, 11-15, 15-10, 15-11) 5-6de plek: W van Cuba: 3-2 (13-15, 14-16, 16-14, 15-5, 15-11) |

| Groep A |                          |             |             |             |             |             |             |        |        |        |        |
| #       | Land                     | Wedstrijden | Wedstrijden | Wedstrijden | Wedstrijden | Wedstrijden | Wedstrijden | Punten | Punten | Punten | Punten |
| #       | Land                     | G           | W           | V           | SW          | SV          | SR          | SPW    | SPL    | Saldo  | Punten |
| 1       | Sovjet-Unie              | 3           | 3           | 0           | 9           | 2           | +11         | 159    | 96     | +63    | 6      |
| 2       | Zuid-Korea               | 3           | 2           | 1           | 7           | 3           | +4          | 127    | 99     | +28    | 5      |
| 3       | Hongarije                | 3           | 1           | 2           | 4           | 6           | -2          | 114    | 131    | -17    | 4      |
| 4       | Bondsrepubliek Duitsland | 3           | 0           | 3           | 0           | 9           | -9          | 61     | 135    | -74    | 3      |

| Ronde       | Datum   | Plaats    | Land | Score                    | Land |
| ----------- | ------- | --------- | ---- | ------------------------ | ---- |
| Groepsfase  |         |           |      |                          |      |
| 27 augustus | München | Hongarije | 3-0  | Bondsrepubliek Duitsland |      |
| 29 augustus | München | Hongarije | 0-3  | Zuid-Korea               |      |
| 31 augustus | München | Hongarije | 1-3  | Sovjet-Unie              |      |
| 5-8ste plek |         |           |      |                          |      |
| 2 september | München | Hongarije | 3-2  | Tsjecho-Slowakije        |      |
| 5-6de plek  |         |           |      |                          |      |
| 7 september | München | Cuba      | 2-3  | Hongarije                |      |

### Waterpolo
| Olympiër | Discipline | Resultaat | Prestatie |
| --- | ---------- | --------- | --- |
| András Bodnár Tibor Cservenyák István Görgényi Tamás Faragó Zoltán Kásás Ferenc Konrád István Magas Dénes Pócsik László Sárosi Endre Molnár István Szívós | mannen     | Zilver    | groep B: 1ste W van Nederland: 3-0 G van Bondsrepubliek Duitsland: 3-3 W van Griekenland: 6-1 W van Australië: 10-2 finale groep: 2de W van Italië: 8-7 W van Verenigde Staten: 5-3 W van Joegoslavië: 4-2 G van Sovjet-Unie: 3-3 |

| Groep B |                          |             |             |             |             |        |        |        |        |
| #       | Land                     | Wedstrijden | Wedstrijden | Wedstrijden | Wedstrijden | Punten | Punten | Punten | Punten |
| #       | Land                     | G           | W           | G           | V           | V      | T      | Saldo  | Punten |
| 1       | Hongarije                | 4           | 3           | 1           | 0           | 22     | 6      | +16    | 7      |
| 2       | Bondsrepubliek Duitsland | 4           | 2           | 2           | 0           | 21     | 13     | +8     | 6      |
| 3       | Nederland                | 4           | 2           | 1           | 1           | 14     | 11     | +3     | 5      |
| 4       | Australië                | 4           | 0           | 1           | 3           | 14     | 27     | -13    | 1      |
| 5       | Griekenland              | 4           | 0           | 1           | 3           | 13     | 27     | -14    | 1      |

| Ronde       | Datum   | Plaats                   | Land | Score     | Land |
| ----------- | ------- | ------------------------ | ---- | --------- | ---- |
| Groepsfase  |         |                          |      |           |      |
| 27 augustus | München | Hongarije                | 3-0  | Nederland |      |
| 30 augustus | München | Bondsrepubliek Duitsland | 3-3  | Hongarije |      |
| 30 augustus | München | Griekenland              | 1-6  | Hongarije |      |
| 30 augustus | München | Australië                | 2-10 | Hongarije |      |

| Finale groep |                          |             |             |             |             |        |        |        |        |
| #            | Land                     | Wedstrijden | Wedstrijden | Wedstrijden | Wedstrijden | Punten | Punten | Punten | Punten |
| #            | Land                     | G           | W           | G           | V           | V      | T      | Saldo  | Punten |
| 1            | Sovjet-Unie              | 5           | 3           | 2           | 0           | 22     | 16     | +6     | 8      |
| 2            | Hongarije                | 5           | 3           | 2           | 0           | 23     | 18     | +5     | 8      |
| 3            | Verenigde Staten         | 5           | 2           | 1           | 2           | 24     | 23     | +1     | 6      |
| 4            | Bondsrepubliek Duitsland | 5           | 0           | 3           | 3           | 13     | 18     | -5     | 3      |
| 5            | Joegoslavië              | 5           | 1           | 2           | 2           | 20     | 24     | -4     | 3      |
| 6            | Italië                   | 5           | 0           | 2           | 3           | 21     | 26     | -5     | 2      |

| Ronde       | Datum   | Plaats           | Land | Score       | Land |
| ----------- | ------- | ---------------- | ---- | ----------- | ---- |
| Groepsfase  |         |                  |      |             |      |
| 1 september | München | Hongarije        | 8-7  | Italië      |      |
| 2 september | München | Verenigde Staten | 3-5  | Hongarije   |      |
| 3 september | München | Joegoslavië      | 2-4  | Hongarije   |      |
| 4 september | München | Hongarije        | 3-3  | Sovjet-Unie |      |

### Wielersport
| Olympiër                                                | Discipline         | Resultaat | Prestatie      |
| Weg                                                     | Weg                | Weg       | Weg            |
| ------------------------------------------------------- | ------------------ | --------- | -------------- |
| Tibor Debreceni                                         | wegwedstrijd (m)   | 64e       | 4:17.09        |
| Imre Géra                                               | wegwedstrijd (m)   | 67e       | 4:17.09        |
| József Peterman                                         | wegwedstrijd (m)   | DNF       | niet gefinisht |
| András Takács                                           | wegwedstrijd (m)   | 23e       | 4:15.13        |
| Tibor Debreceni Imre Géra József Peterman András Takács | ploegentijdrit (m) | 7e        | 2:14.18,8      |

### Worstelen
| Olympiër          | Discipline  | Resultaat   | Prestatie |
| Vrije stijl       | Vrije stijl | Vrije stijl | Vrije stijl |
| ----------------- | ----------- | ----------- | --- |
| Attila Laták      | -48kg (m)   | 11e         | 1ste ronde: W van ISR Tsobari 2de ronde: V van TUR Baygin 3de ronde: V van BUL Nikolov |
| Henrik Gál        | -52kg (m)   | 7e          | 1ste ronde: W van GDR Bock 2de ronde: W van FRG Sabatni 3de ronde: V van PRK Kim 4de ronde: V van IND Kumar |
| László Klinga     | -57kg (m)   | Brons       | 1ste ronde: W van PHI Tanaquin 2de ronde: W van TUR Yilidirim 3de ronde: G van MGL Khoilogdorj 4de ronde: W van URS Kileshov 5de ronde: W van IRI Kheder 6de ronde: W van GDR Mayer 7de ronde: V van USA Sanders |
| László Szabó      | -62kg (m)   | 13e         | 1ste ronde: V van FIN Liimatainen 2de ronde: W van PHI Salugta 3de ronde: V van BUL Krastev |
| József Rusznyák   | -68kg (m)   | 7e          | 1ste ronde: vrij 2de ronde: V van TUR Sahin 3de ronde: W van ISR Halfin 4de ronde: V van MGL Natsagdorj |
| Miklós Urbanovics | -74kg (m)   | 7e          | 1ste ronde: W van PAK Yaghoub 2de ronde: vrij 3de ronde: W van IRI Barzegar 4de ronde: V van FRG Seger |
| István Kovács     | -82kg (m)   | 13e         | 1ste ronde: V van GDR Stottmeister 2de ronde: W van CAN Hryb 3de ronde: V van MGL Artag |
| Károly Bajkó      | -90kg (m)   | Brons       | 1ste ronde: W van JPN Kamada 2de ronde: W van FRG Knoll 3de ronde: W van SUI Martinetti 4de ronde: W van TUR Güçlü 5de ronde: G van IRI Khorramo 6de ronde: V van URS Strakhov                                   |
| József Csatári    | -100kg (m)  | Brons       | 1ste ronde: W van USA Schenk 2de ronde: W van POL Długosz 3de ronde: W van FRG Hecher 4de ronde: vrij 5de ronde: W van BUL Todorov 6de ronde: V van MGL Bayanmönkh                                               |
| István Maróthy    | +100kg (m)  | 12e         | 1ste ronde: V van FRG Dietrich 2de ronde: V van BUL Duraliev |
| Grieks-Romeins    |             |             | |
| Ferenc Seres      | -48kg (m)   | 10e         | 1ste ronde: V van ROU Berceanu 2de ronde: W van GDR Drechsel 3de ronde: V van BUL Angelov |
| József Doncsecz   | -52kg (m)   | 5e          | 1ste ronde: G van ROU Stoiciu 2de ronde: W van YUG Marinko 3de ronde: W van FRG Huber 4de ronde: W van GRE Ganotis 5de ronde: V van JPN Hirayama                                                                 |
| János Varga       | -57kg (m)   | 4e          | 1ste ronde: W van NOR Hervig 2de ronde: W van KOR An 3de ronde: vrij 4de ronde: W van POR Grilo 5de ronde: V van FRG Veil 6de ronde: W van FIN Björlin 7de ronde: V van URS Kazakov                              |
| László Réczi      | -62kg (m)   | 10e         | 1ste ronde: W van SUI Tanner 2de ronde: V van POL Lipień 3de ronde: V van URS Megrelishvili |
| Antal Steer       | -68kg (m)   | 7e          | 1ste ronde: W van MEX Bremauntz 2de ronde: V van YUG Damjanović 3de ronde: W van JPN Tanoue 4de ronde: V van FRG Schöndorfer                                                                                     |
| Miklós Hegedűs    | -74kg (m)   | 10e         | 1ste ronde: V van JPN Date 2de ronde: G van FRG Schröter |
| Csaba Hegedűs     | -82kg (m)   | Goud        | 1ste ronde: W van URS Nazarenko 2de ronde: W van SWE Kårström 3de ronde: W van POL Ostrowski 4de ronde: W van BUL Dimitrov 5de ronde: vrij 6de ronde: V van URS Nazarenko 7de ronde: W van YUG Nenadic           |
| József Pércsi     | -90kg (m)   | 4e          | 1ste ronde: W van BUL Ivanov 2de ronde: vrij 3de ronde: W van USA Baughman 4de ronde: W van NOR Øverby 5de ronde: V van POL Kwieciński                                                                           |
| Ferenc Kiss       | -100kg (m)  | Brons       | 1ste ronde: W van GDR Albrecht 2de ronde: G van FRG Hecher 3de ronde: W van POL Skrzydlewski 4de ronde: vrij 5de ronde: W van ROU Martinescu                                                                     |
| József Csatári    | +100kg (m)  | 4e          | 1ste ronde: W van JPN Tsuruta 2de ronde: W van PER Zambrano 3de ronde: G van YUG Semeredi 4de ronde: V van ROU Dolipschi                                                                                         |

### Zeilen
| Olympiër                         | Discipline      | Resultaat | Prestatie                           |
| -------------------------------- | --------------- | --------- | ----------------------------------- |
| György Fináczy                   | finn            | 8e        | 94,0 punten: (7-5-21-18-14-1-23)    |
| Benedek Littkey Szabolcs Izsák   | flying dutchman | 16e       | 120,0 punten: (10-4-21-23-15-26-13) |
| András Gosztonyi György Holovits | star klasse     | 8e        | 76,0 punten: (16-5-7-13-9-8-2)      |

### Zwemmen
| Olympiër                                                                       | Discipline            | Resultaat    | Prestatie                                                                                 |
| ------------------------------------------------------------------------------ | --------------------- | ------------ | ----------------------------------------------------------------------------------------- |
| Attila Csészéri                                                                | 100m vrije slag (m)   | 34e          | serie 6: 5de in 55,37                                                                     |
| István Szentirmay                                                              | 100m vrije slag (m)   | 26e          | serie 2: 4de in 54,71                                                                     |
| Csaba Sós                                                                      | 1500m vrije slag (m)  | 38e          | serie 6: 6de in 17.43,97                                                                  |
| Zoltán Verrasztó                                                               | 1500m vrije slag (m)  | 25e          | serie 6: 3de in 17.18,66                                                                  |
| László Cseh Sr.                                                                | 100m rugslag (m)      | 23e          | serie 2: 3de in 1.01,63                                                                   |
| Róbert Rudolf                                                                  | 100m rugslag (m)      | 26e          | serie 6: 5de in 1.02,34                                                                   |
| Zoltán Verrasztó                                                               | 100m rugslag (m)      | 17e          | serie 1: 2de in 1.01,13                                                                   |
| Róbert Rudolf                                                                  | 200m rugslag (m)      | 20e          | serie 4: 5de in 2.13,64                                                                   |
| Zoltán Verrasztó                                                               | 200m rugslag (m)      | 7e           | serie 1: 1ste in 2.09,89 finale: 7de in 2.10,09                                           |
| Sándor Szabó                                                                   | 100m schoolslag (m)   | 25e          | serie 2: 4de in 1.09,68                                                                   |
| János Tóth                                                                     | 100m schoolslag (m)   | 28e          | serie 6: 5de in 1.10,02                                                                   |
| János Tóth                                                                     | 200m schoolslag (m)   | 37e          | serie 1: 6de in 2.37,40                                                                   |
| István Szentirmay                                                              | 100m vlinderslag (m)  | 14e          | serie 2: 2de in 58,07 halve finale 2: 8ste in 58,25                                       |
| András Hargitay                                                                | 200m vlinderslag (m)  | 6e           | serie 1: 2de in 2.05,05 finale: 6de in 2.04,69                                            |
| András Hargitay                                                                | 200m wisselslag (m)   | 5e           | serie 2: 1ste in 2.10,88 finale: 5de in 2.09,66                                           |
| András Hargitay                                                                | 400m wisselslag (m)   | Brons        | serie 1: 1ste in 4.37,51 finale: 3de in 4.32,70                                           |
| Csaba Sós                                                                      | 400m wisselslag (m)   | 22e          | serie 3: 5de in 4.52,89                                                                   |
| László Cseh Sr. Sándor Szabó István Szentirmay Attila Császári András Hargitay | 4x100m wisselslag (m) | 8e           | serie 1: 3de in 3.59,86 finale: 8ste                                                      |
|                                                                                |                       |              |                                                                                           |
| Edit Kovács                                                                    | 100m vrije slag (v)   | 35e          | serie 2: 5de in 1.03,00                                                                   |
| Magdolna Patóh                                                                 | 100m vrije slag (v)   | 7e           | serie 3: 1ste in 59,47 (OR) halve finale 1: 2de in 59,64 finale: 7de in 1.00,02           |
| Judit Turóczy                                                                  | 100m vrije slag (v)   | 20e          | serie 1: 5de in 1.01,57                                                                   |
| Andrea Gyarmati                                                                | 100m rugslag (v)      | Zilver       | serie 4: 1ste in 1.06,56 finale: 2de in 1.06,26                                           |
| Ildikó Szekeres                                                                | 100m rugslag (v)      | 31e          | serie 2: 7de in 1.11,20                                                                   |
| Andrea Gyarmati                                                                | 200m rugslag (v)      | 12e          | serie 5: 4de in 2.25,81                                                                   |
| Ágnes Kaczander-Kiss                                                           | 100m schoolslag (v)   | 4e           | serie 5: 2de in 1.16,52 finale: 4de in 1.16,26                                            |
| Éva Kiss                                                                       | 100m schoolslag (v)   | halve finale | serie 4: 3de in 1.18,57                                                                   |
| Ágnes Kaczander-Kiss                                                           | 200m schoolslag (v)   | 6e           | serie 3: 1ste in 2.43,13 (OR) finale: 6de in 2.43,41                                      |
| Éva Kiss                                                                       | 200m schoolslag (v)   | 8e           | serie 3: 2de in 2.43,68 finale: 8ste in 2.45,12                                           |
| Andrea Gyarmati                                                                | 100m vlinderslag (v)  | Brons        | serie 2: 1ste in 1.04,01 (OR) halve finale 1: 1ste in 1.03,80 (OR) finale: 3de in 1.03,73 |
| Judit Turóczy                                                                  | 100m vlinderslag (v)  | 25e          | serie 4: 6de in 1.09,73                                                                   |
| Ágnes Kaczander-Kiss                                                           | 200m wisselslag (v)   | 11e          | serie 6: 2de in 2.28,05                                                                   |
| Éva Kiss                                                                       | 200m wisselslag (v)   | 29e          | serie 2: 5de in 2.32,68                                                                   |
| Judit Turóczy                                                                  | 200m wisselslag (v)   | 28e          | serie 5: 5de in 2.32,63                                                                   |
| Andrea Gyarmati Judit Turóczy Edit Kovács Magdolna Patóh                       | 4x100m vrije slag (v) | 4e           | serie 2: 4de in 4.04,29 finale: 4de in 4.00,39                                            |
| Ildikó Szekeres Ágnes Kaczander-Kiss Judit Turóczy Magdolna Patóh              | 4x100m wisselslag (v) | 12e          | serie 1: 6de in 4.36,53                                                                   |

Afghanistan · Albanië · Algerije · Amerikaanse Maagdeneilanden · Argentinië · Australië · Bahama's · Barbados · België · Bermuda · Birma · Bolivia · Bondsrepubliek Duitsland · Brazilië · Brits-Honduras · Bulgarije · Canada · Ceylon · Chili · Colombia · Congo-Brazzaville · Costa Rica · Cuba · Dahomey · Denemarken · Dominicaanse Republiek · Duitse Democratische Republiek · Ecuador · Egypte · El Salvador · Ethiopië · Fiji · Filipijnen · Finland · Frankrijk · Gabon · Ghana · Griekenland · Groot-Brittannië · Guatemala · Guyana · Haïti · Hongarije · Hongkong · Ierland · IJsland · India · Indonesië · Iran · Israël · Italië · Ivoorkust · Jamaica · Japan · Joegoslavië · Kameroen · Kenia · Khmerrepubliek · Koeweit · Lesotho · Libanon · Liberia · Liechtenstein · Luxemburg · Madagaskar · Malawi · Maleisië · Mali · Malta · Marokko · Mexico · Monaco · Mongolië · Nederland · Nederlandse Antillen · Nepal · Nicaragua · Nieuw-Zeeland · Niger · Nigeria · Noord-Korea · Noorwegen · Oeganda · Oostenrijk · Opper-Volta · Pakistan · Panama · Paraguay · Peru · Polen · Portugal · Puerto Rico · Roemenië · San Marino · Saoedi-Arabië · Senegal · Singapore · Soedan · Somalië · Sovjet-Unie · Spanje · Suriname · Swaziland · Syrië · Taiwan · Tanzania · Thailand · Togo · Trinidad en Tobago · Tsjaad · Tsjecho-Slowakije · Tunesië · Turkije · Uruguay · Venezuela · Verenigde Staten · Vietnam · Zambia · Zuid-Korea · Zweden · Zwitserland